# Blagoje Vidinić
Blagoje Vidinić (Благојe Видиниќ en macédonien cyrillique), né le 11 juin 1934 à Skopje et mort le 29 décembre 2006 à Strasbourg, est un footballeur international yougoslave et entraîneur macédonien.

## Biographie
En tant que gardien, Blagoje Vidinić fut international yougoslave à huit reprises (1956-1960). Il participa aux JO 1956, ne jouant qu'un match contre l'Inde. Il remporta une médaille d'argent. Il participa aussi aux JO 1960, jouant la demi-finale et la finale, et remporta la médaille d'or. Il participa aussi à l'Euro 1960, jouant la finale contre l'URSS et dut s'incliner en finale, encaissant deux buts et perdant 2 buts à 1.
Il joua pour des clubs yougoslaves (FK Vardar Skopje, FK Radnički Jugopetrol Belgrade et OFK Belgrade), suisses (FC Sion) et américains (Los Angeles Toros (en), San Diego Toros (en) et St. Louis Stars (en)), remportant une coupe de Yougoslavie en 1962 et une coupe de Suisse en 1965.
En tant qu'entraîneur, il dirigea des sélections nationales. Il commença avec le Maroc, participant à la Coupe du monde de football de 1970, où il fut éliminé au premier tour. Il entraîna le Zaïre de 1972 à 1976, terminant quatrième de la CAN 1972, remporta la CAN 1974, participa à la Coupe du monde de football de 1974, permettant pour la première fois dans l'histoire de la Coupe du monde de Football à un pays d'Afrique noire de participer. Il fut éliminé au premier tour. Blagoje Vidinic finit sa carrière d'entraineur avec la Colombie de 1976 à 1979, participant à la Copa América 1979, où la Colombie fut éliminée au premier tour. Il rejoint ensuite Horst Dassler à la tête de ADIDAS.

## Palmarès

### En tant que joueur
- Jeux olympiques
  - Médaille d'or en 1960
  - Médaille d'argent en 1956
- Championnat d'Europe de football
  - Finaliste en 1960
- Championnat de Yougoslavie de football
  - Vice-champion en 1964
- Coupe de Yougoslavie de football
  - Vainqueur en 1962
  - Finaliste en 1957
- Coupe de Suisse de football
  - Vainqueur en 1965
- NASL
  - Finaliste en 1968

### En tant qu'entraîneur
- Coupe d'Afrique des nations de football
  - Vainqueur en 1974